# Atyaephyra orientalis
Atyaephyra orientalis is een garnalensoort uit de familie van de Atyidae. De wetenschappelijke naam van de soort is voor het eerst geldig gepubliceerd in 1913 door Bouvier.